# 灌丛化

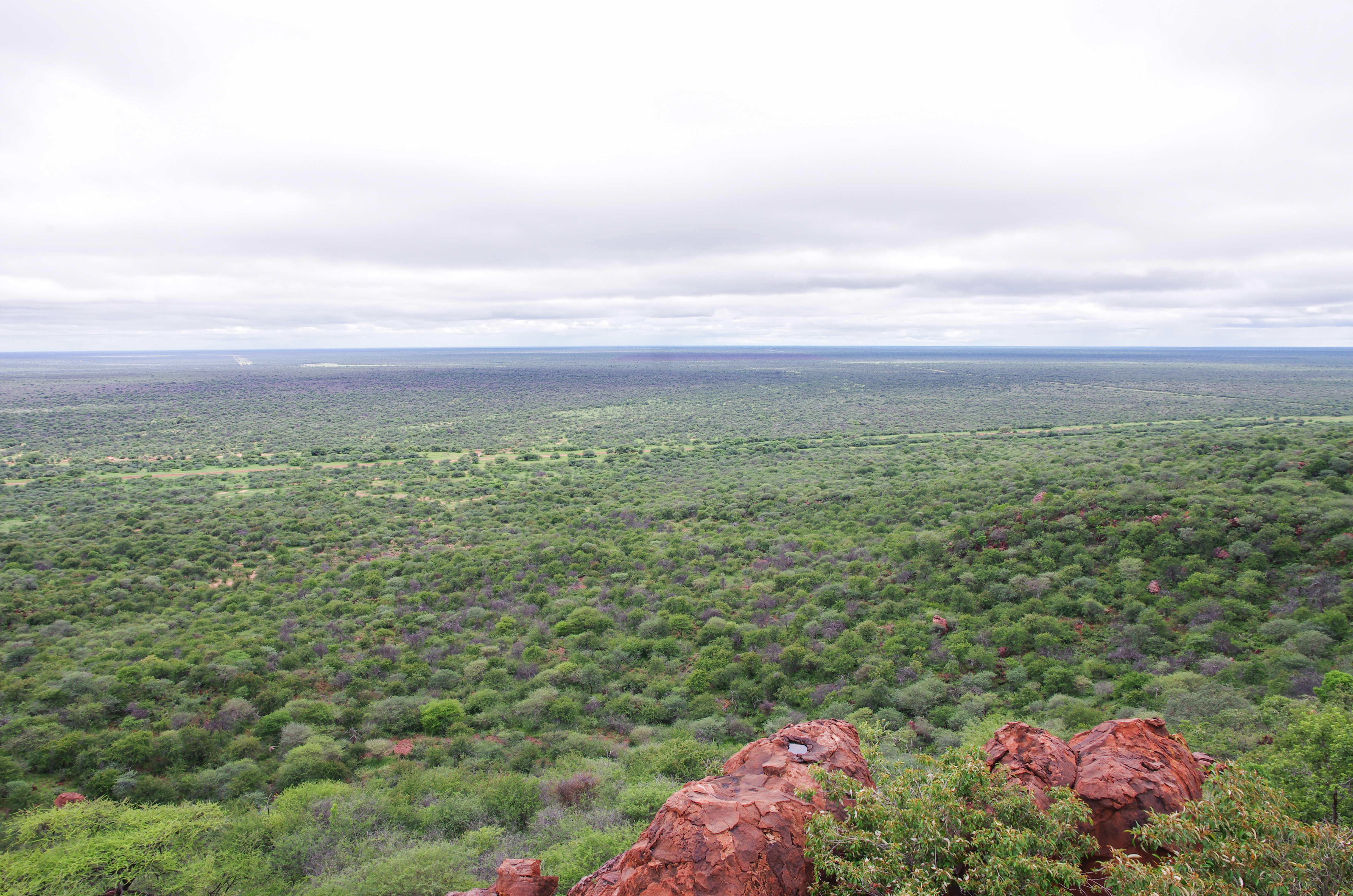
纳米比亚瓦特貝格國家公園的灌丛化景观

灌丛化是一种在全球范围内普遍存在的自然现象，指的是灌木丛数量增加，而草本植物数量减少的情况。该现象的发生受多种因素的影响，包括全球变暖、二氧化碳浓度增加、过度放牧以及人类活动等。